# De Smurfer
De Smurfer, in het Frans Le Schtroumpfeur, is een stalen achtbaan in het Belgische attractiepark Plopsaland Ardennes in Coo. De achtbaan is ontworpen door Vekoma en is een aangepast model MK-700. De thematisering is naar de wereld van De Smurfen en gericht op het huis van de antagonist Gargamel.

## Geschiedenis
De attractie werd in 1989 geopend in het attractiepark als Roller in Télécoo en behield deze naam tot de overname van het park in 2005 door de Plopsa Group. Vanaf 2006 tot 2013 ging de attractie door het leven als Coaster en werd deze vanaf 2011 gethematiseerd werd naar Piet Piraat. In 2014 werd de naam veranderd in Halvar en werd de achtbaan gethematiseerd was naar de wereld van Wickie de Viking tot 2021. Per 2022 werd de naam De Smurfer / Schtroumpfeur ingevoerd nadat de achtbaan gethematiseerd was naar De Smurfen.

## Technische gegevens
De baan is 540 meter lang. De achtbaan bevat 1 trein met 12 wagons waar 2 passagiers voor elkaar kunnen plaatsnemen i.p.v. naast elkaar wat gebruikelijker is.
Afbeeldingen